# Rosmarie Beier-de Haan
Rosmarie Beier-de Haan (* 12. Oktober 1953 in Lemgo; † 4. April 2023) war eine deutsche Historikerin, Museumstheoretikerin und Ausstellungskuratorin.

## Leben und Wirken
Rosmarie Beier-de Haan studierte an der Freien Universität Berlin die Fächer Geschichte, Germanistik und Philosophie und wurde 1982 im Bereich der Historischen Frauen- und Familienforschung bei Karin Hausen an der Technischen Universität Berlin mit einer Dissertation über Frauenarbeit im Deutschen Kaiserreich zum Dr. phil. promoviert.
Von 1989 bis 2017 war sie, zunächst als Mitglied des Wissenschaftlichen Aufbaustabes, dann als Sammlungsleiterin für Alltags-, Medizin- und Technikgeschichte sowie als Ausstellungskuratorin für das Deutsche Historische Museum im Zeughaus Unter den Linden tätig. Von 2003 an lehrte sie zudem als Honorarprofessorin Neuere Geschichte an der Technischen Universität Berlin. 2005 wurde ihr eine Honorarprofessur an der Freien Universität Berlin verliehen, wo sie am Friedrich-Meinecke-Institut vor allem im Bereich der Museumswissenschaft und -theorie lehrte. Rosmarie Beier-de Haan hat zahlreiche Ausstellungen im Bereich der Kultur- und Mentalitätsgeschichte, zur deutsch-deutschen Vergangenheit sowie zu Migrations- und Fremdheitserfahrungen kuratiert.
Sie hat vielfältige Veröffentlichungen zur deutschen Geschichte, zu Theorie und Geschichte des Museums, zur Erinnerungspolitik sowie zum immateriellen Kulturerbe verfasst und herausgegeben.
Im Rahmen ihrer internationalen Vortragstätigkeit hat Rosmarie Beier-de Haan eine Vielzahl von Vorträgen gehalten, u. a. an der Harvard University, Cambridge/Mass., der Ritsumeikan University, Kyoto, sovie der Hebrew University, Jerusalem. Als visiting scholar war sie seit 1995 wiederholt Gast der Maison des sciences de l´homme, Paris. Sie war Vorstandsmitglied deutscher und internationaler Museumsverbände, wissenschaftlicher Beiräte und Gremien.

## Ausstellungen (Auswahl)
- Leibesvisitation. Blicke auf den Körper in fünf Jahrhunderten (zusammen mit Martin Roth), Dresden 1990
- Menschen und Häuser, Dresden und Berlin 1991, Goethe-Institut Brüssel 1992
- Lebensstationen in Deutschland 1900-1993, Berlin 1993
- aufbau west – aufbau ost. Die Planstädte Wolfsburg und Eisenhüttenstadt in der Nachkriegszeit, Berlin 1997
- prometheus. menschen - bilder – visionen (zusammen mit Hans Dieter Schaal), Weltkulturerbe Alte Völklinger Hütte, Saarland 1998 und Kulturzentrum Reading Power Station, Tel Aviv 1999
- Hexenwahn. Ängste der Neuzeit (zusammen mit Marie-Paule Jungblut), Berlin 2002
- Zuwanderungsland Deutschland. Migrationen 1500 – 2005, Berlin 2005
- Fremde? Bilder von den „Anderen“ in Deutschland und Frankreich seit 1871 (zusammen mit Jan Werquet und Carola Jüllig), Berlin 2009

## Gremien / Beiräte (Auswahl)
- Vorstandsmitglied der association internationale des musées d’histoire, Paris
- Editorial Board member der Zeitschrift „museum international“, Wiley Inc. London und ICOM Paris
- Vorstandsmitglied (stellvertr. Vorsitzende) im Wissenschaftlichen Beirat Museum Friedland (2008–2017)
- Jurymitglied in der Kulturstiftung des Bundes (2004–2007)
- Vorstandsmitglied des International Committee of Museums of Archaeology and History, Paris (2004–2010)
- Vorstandsmitglied ICOM Deutschland (2004–2010)

## Publikationen (Auswahl)
- Vielfalt – Gleichheit – Individualität. Das Museum als eine “moralische Anstalt”. In: Bernadette Collenberg-Plotnikov (Hrsg.): Das Museum als Provokation der Philosophie. Beiträge zu einer aktuellen Debatte transcript, Bielefeld 2018, ISBN 978-3837640601.
- Transnationality and Difficult History. New Exhibition Practice in German and European museums. In: Conal McCarthy (Hrsg.): Museum Practice (The International Handbook of Museum Studies). Oxford, Malden 2015
- Migration, nation et musée. In: Marianne Amar et al. (Hg.): Musées, histoire, migrations, Québec: Presses de l‘Université de Laval 2015, ISBN 978-2763799773.
- Hrsg. mit Hans-Martin Hinz: Nationalmuseen – Gedächtnis der Nationen / National Museums – The Memory of Nations. DHM, Berlin 2011, ISBN 978-3861021674.
- Hrsg. mit Jan Werquet: Fremde? Bilder von den Anderen in Deutschland und Frankreich seit 1871. (Begleitband zur gleichnamigen Ausstellung des Deutschen Historischen Museums Berlin und der cité nationale de l’histoire de l’immigration Paris, Dresden). Sandstein Verlag, Dresden 2009, ISBN 978-3940319784.
- Hrsg. mit Marie-Paule Jungblut: Museums and Universal Heritage. History in the Area of Conflict between Interpretation and Manipulation. Musée de l’histoire de la ville, Moxxo Design, Chemnitz 2008, ISBN 978-2919878260.
- Hrsg. mit Marie-Paule Jungblut: Das Ausstellen und das Immaterielle. Beiträge der Ersten Museologischen Studientage Neumünster, Luxemburg. Deutscher Kunstverlag, München 2007, ISBN 978-3422067684.
- Erinnerte Geschichte – Inszenierte Geschichte. Ausstellungen und Museen in der Zweiten Moderne. (Edition Zweite Moderne). Suhrkamp, Frankfurt am Main 2005, ISBN 978-3518417218.
- Zuwanderungsland Deutschland. Migrationen 1500 – 2005. Minerva, Wolfratshausen 2005, ISBN 978-3861021360.
- Hrsg. mit Rita Voltmer, Franz Irsigler: Hexenwahn – Ängste der Neuzeit. (Begleitband zur gleichnamigen Ausstellung des Deutschen Historischen Museums). Minerva, Wolfratshausen 2002, ISBN 978-3861021209.
- Geschichtskultur in der Zweiten Moderne. Campus, Frankfurt am Main 2000, ISBN 978-3593366241.
- Prometheus. Menschen - Bilder - Visionen. (Begleitband zur gleichnamigen Ausstellung des Deutschen Historischen Museums und der Stiftung Industriekultur Völklingen/Saarland). DHM, Berlin 1998, ISBN 978-3861021032.